# Bisdom Girardota
Het bisdom Girardota (Latijn: Dioecesis Girardotanensis) is een rooms-katholiek bisdom met als zetel Girardota, in Colombia. Het bisdom is suffragaan aan het aartsbisdom Medellín. 

## Geschiedenis
Het bisdom werd opgericht op 18 juni 1988, uit delen van het aartsbisdom Medellín. 

## Parochies
Het bisdom had in 2021 een oppervlakte van 2.445 km2 en telde 190.320 inwoners waarvan 96,7% rooms-katholiek was.

## Bisschoppen
- Óscar Ángel Bernal (18 juni 1988 - 4 juli 1996)
- Héctor Ignacio Salah Zuleta (21 februari 1998 - 13 mei 2005)
- Óscar González Villa (24 april 2006 - 10 juni 2006)
- Gonzalo Restrepo Restrepo (11 juli 2006 - 16 juli 2009)
- Guillermo Orozco Montoya (2 februari 2010 - heden)

## Galerij van afbeeldingen

Wapen van het bisdom Girardota

Medellín (aartsbisdom) · Caldas · Girardota · Jericó · Sonsón-Rionegro